# Masiphya ruficauda
Masiphya ruficauda är en tvåvingeart som först beskrevs av Wulp 1890.  Masiphya ruficauda ingår i släktet Masiphya och familjen parasitflugor. Inga underarter finns listade i Catalogue of Life.